# ملعب دي دبليو
ملعب DW هو ملعب رياضي في ويغان، مانشستر الكبرى، إنجلترا. ويستخدم الملعب ناديي ويجان أثليتيك لكرة القدم وويجان ووريورز في دوري الرجبي، الفريق الأكثر نجاحا في العالم في دوري الرجبي. بني وافتتح في عام 1999، ويدار من قبل الشركة ويجان لكرة القدم مستقلة المحدودة.

## التاريخ
تم بناء الملعب من قبل ألفريد ماك ألبين وتم الانتهاء من بناء الملعب في أغسطس 1999.
وكان ويجان اثليتيك قضى 67 عاما السابقة يلعب في سبرينغفيلد بارك.
تميز افتتاح الملعب بمباراة ودية بين الجيران ويجان اثليتيك ومانشستر يونايتد - الذين كانوا حامل لقب دوري أبطال أوروبا، لقب الدوري الممتاز وكأس الاتحاد الإنجليزي - مع المدير الفني لليونايتد السير اليكس فيرغسون الذي افتتح الملعب رسميا.
جرت أول مباراة كرة قدم تنافسية هناك مكان في 7 أغسطس من عام 1999، حيث لعب ويجان اثليتيك مع سكونثورب يونايتد في مباراة من الدرجة الثانية. وسجل سيمون هاوورث مرتين وانتهت المبارة بنتيجة 3-0.

## السعة
تبلغ الطاقة الاستعابية للملعب 25,138 متفرج.
وكان أعلى عدد من الحضور سجلها الملعب في يوم 11 مايو 2008 عندما شاهد 25و133 شخصا ويجان أثليتيك يلعب ضد مانشستر يونايتد في مباراة تحديد لقب الدوري الممتاز موسم 2007-08.